# Amasunzu
Amasunzu es un elaborado peinado que tradicionalmente usan los hombres ruandeses y las mujeres solteras.El cabello peinado en crestas, frecuentemente descrito como en forma de media luna.
El peinado indicaba estatus social , y los hombres que no usaban Amasunzu eran vistos con recelo hasta el siglo XX. El estilo también es usado por mujeres solteras después de la edad de 18 a 20 años, lo que indica que están en edad de casarse.

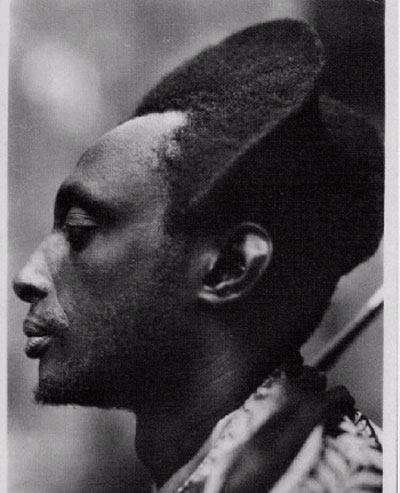
indígena tutsi con peinado Amasunzu